# Balassi-kard borseregszemle
A Balassi-kard borseregszemle a magyar alapítású nemzetközi irodalmi díjhoz, a Molnár Pál újságíró által alapított Balassi Bálint-emlékkardhoz kapcsolódó, évenként egyszer a Kárpát-medence valamely borvidékén megrendezett borverseny. Borvidékről borvidékre, borfajtáról borfajtára vándorol. A helyi hegyközség és a Balassi Bálint-emlékkard testülete szavazással választja ki azt a bort, amellyel a következő évben a győztes borász a nemzetközi közönség előtt megjutalmazhatja az akkor kitüntetendő magyar költőt és külföldi műfordítót. A hegyközség előzetesen tizenkét bort jelöl az adott fajtából. Egy hagyományos helyi rendezvény keretén belül a Balassi-kard borseregszemlén a hegyközség és a kardtestület azonos számban összeül, és vakkóstolással kiválasztja jelöltek közül a legjobb bort. A kóstoláson a hegyközség elnöke elnököl. A bajnokbor alkotója a Balassi Kard Borpáholy tagjává válik. A borseregszemle jelmondata: A férfias fajták versenye.
A Tokaj-hegyaljai hegyközségek a 2014. évi Balassi-kard borseregszemle oklevélátadó ünnepségét hagyományindító rendezvényként hozták tető alá november 17-én Tokajban a volt zsinagóga nagytermében. Prácser Miklós, a hegyközségek tanácsának elnöke bejelentette, hogy ettől kezdve minden évben megrendezi a Tokaji aszú napját, s ehhez a Balassi-kard borseregszemle díszrendezvénye adta az ötletet a Tokaj-hegyaljaiaknak.

## Története
- 2005. Balaton-felvidék. Balassi-kard Főbor. Tóth Sándor
- 2006. Eger. Balassi-kard Bikavér. Dula Bence
- 2007. Villány. Balassi-kard Kékoportó. Szende Gábor
- 2008. Badacsony. Balassi-kard Kéknyelű. Dobosi Dániel
- 2009. Balatonfüred. Balassi-kard Rizling. Varga Zoltán
- 2010. Tokaj. Balassi-kard Furmint. Áts Károly
- 2011. Szekszárd. Balassi-kard Kadarka. Heimann Zoltán
- 2012. Sopron. Balassi-kard Kékfrankos. Linzer Sámuel
- 2013. Izsák. Balassi-kard Sárfehér. Varga Árpád
- 2014. Mád. Balassi-kard Aszú. Bai Edit
- 2015. Eger. Balassi-kard Egri Csillag. Thummerer Vilmos
- 2016. Mór. Balassi-kard Ezerjó. Bozóky Péter
- 2017. Pécs. Balassi-kard Cirfandli. Hárs Tibor
- 2018. Hegyalja. Balassi-kard Hárslevelű. Bárdos Sarolta
- 2019. Villány. Balassi-kard REDy. Kovács László
- 2021 január. Gyöngyös. Mátrai Olaszrizling. Molnár Gábor (Abasár)
- 2021 augusztus. Eger. Egri Kékfrankos. Szuromi Mihály (Andornaktálya)
- 2023 január. Bükki Borvidék, Bogács. Kabar. Borbély Roland (Miskolc)
- 2023 november. Pannonhalmi Borvidék, Nyúl. Rajnai Rizling. Hangyál Balázs.
- 2024 december. Badacsonyi Borvidék, Nemesgulács. Badacsonyi Olaszrizling. Békési Ákos.